# Conn-Selmer
Pour les articles homonymes, voir Selmer.
Conn-Selmer, Inc. est un fabricant américain d'instruments de musique pour orchestres d'harmonie, fanfares et orchestres . Elle est une filiale à 100% de Steinway Musical Instruments et a été créée en 2003 en fusionnant les acquisitions de Steinway, Selmer USA (ex H. & A. Selmer, Inc.) et United Musical Instruments (détenant entre autres C.G. Conn), après un certain nombre de rachats amicaux et hostiles. Ces fusions ont été marquées de conflits sociaux.
L'entreprise produit une grande variété d'instruments par elle-même et au travers de ses marques.

## Histoire

### Origines
À la fin du XIXe siècle, les frères Alexandre et Henri Selmer sont diplômés du Conservatoire de Paris en tant que clarinettistes. Ils étaient les arrière-petits-enfants du tambour-major militaire français Johannes Jacobus Zelmer, les petits-enfants de Jean-Jacques Selmer, chef de la musique de l'armée, et deux des 16 enfants de cette famille musicale. À l'époque, les instruments de musique et les accessoires étaient principalement fabriqués à la main, et les musiciens professionnels jugeaient nécessaire d'acquérir des compétences leur permettant de fabriquer leurs propres accessoires et de réparer et modifier leurs propres instruments. Fondant Henri Selmer Paris en 1885, Henri se lance dans la fabrication d'anches et de becs de clarinette.
En 1898, Henri Selmer ouvre un magasin et un atelier de réparation à Paris et se lance dans la production de clarinettes.  Alexandre, le frère d'Henri Selmer, rejoint le Boston Symphony Orchestra la même année.
En 1904, des clarinettes Selmer sont présentées à l'exposition universelle de Saint Louis (USA), et remportent une médaille d'or. Alexandre Selmer est alors première clarinette dans l'Orchestre symphonique de Cincinnati puis il s'établit à New York en 1909, ouvrant une boutique qui vendait des clarinettes et des becs Selmer. La société H&A Selmer (USA) est née de cette opération de vente au détail.

### H&A Selmer (USA) Company
En 1910, Alexandre retourne en France et la boutique H&A Selmer est confiée à George Bundy. Le magasin élargit sa gamme de produits en vendant des instruments à vent et des becs sous la marque "Selmer" provenant de fabricants américains en plus des produits Selmer (Paris). En 1923, la société H&A Selmer Company est constituée pour étendre ses activités de vente au détail. Une part de 49% est vendue à CG Conn Ltd tandis que Selmer (Paris) conserve une participation minoritaire. En 1927, Georges Bundy acquiert la pleine propriété, établissant l'indépendance de la société. H&A Selmer (USA) demeure le seul importateur de produits Selmer (Paris), y compris les saxophones et les cuivres, une fois que les exportations de ces instruments vers les États-Unis ont commencé.
En 1936, H&A Selmer a changé sa stratégie de distribution, abandonnant la plupart des détaillants et devenant un grossiste d'instruments et de fournitures. H&A Selmer s'est ensuite imposé comme l'un des principaux distributeurs d'instruments destinés aux étudiants sous ses marques Artley et Bundy.
En 1939, Selmer finance la start-up Artley Flute Company d'Elkhart (Indiana), qui a fourni des flûtes, et plus tard des clarinettes, exclusivement à H&A Selmer jusqu'en 1953. En réponse à l'indisponibilité des instruments Selmer (Paris) après la défaite allemande de la France en 1940, H&A Selmer a cherché des sources alternatives pour les instruments à vent et les a distribués sous leurs nouvelles marques d'instruments d'étude Bundy et intermédiaire Signet.
En 1950, George Bundy prend sa retraite et vend ses actions aux associés Joseph M. Grolimund, Jack Feddersen, Milt Broadhead et Charles Bickel.
À partir de 1952, le programme Selmer Artist propose des offres spéciales aux musiciens qui acceptent de jouer et d'enregistrer exclusivement avec des instruments Selmer (Paris), renforçant ainsi la réputation des instruments Selmer (Paris) auprès des professionnels en devenir. En 1958, H&A Selmer acquiert l'usine d'instruments en cuivre Harry Pedler and Sons à Elkhart, commençant la production en interne des cuivres Bundy comme ligne d'instruments d'étude.
En 1961, H&A Selmer acquiert le fabricant de cuivres Vincent Bach Corporation. Selmer déplace la production des installations de Vincent Bach à Mount Vernon, New York vers Elkhart en 1965, tout en conservant la ligne premium Bach Stradivarius. Les services de M. Vincent Bach sont  retenus pour la conception de cuivres de la ligne d'instruments d'étude.
En 1963, Selmer acquiert la propriété de son principal fournisseur de saxophones d'étude, la Buescher Band Instrument Company. Selmer continue à distribuer des instruments Bundy et Buescher identiques jusqu'à ce qu'il abandonne le nom Buescher en 1983.
En 1965, Selmer acquiert les droits de la gamme Brilhart de becs pour instruments à vent, la production étant confiée à la Runyon Company (en), et en 1966, elle acquiert la Lesher Woodwind Company, un fabricant de hautbois et de bassons .
En 1970, Selmer acquiert des installations de production supplémentaires auprès de C.G. Conn, qui se défait de ses activités à Elkhart, dans l'Indiana. En 1977, Selmer acquiert le fabricant d'instruments à cordes Glaesel. Selmer acquiert la Ludwig Drum Company en 1981.
L'ère de H&A Selmer en tant que société indépendante prend fin en 1970, avec son rachat par la société d'électronique britannique Magnavox. Elle est revendue ensuite à Philips Electronics en 1975, puis à la société d'investissement Integrated Resources en 1989. Avec la faillite de Integrated Resources en 1993, H&A Selmer est vendu à la société d'investissement Kirkland Messina et réorganisé sous le nom de Selmer Industries, Inc., avec le nom de The Selmer Company utilisé pour ses opérations de fabrication d'instruments.

### Histoire récente
Avec le soutien de Kirkland Messina, Selmer Industries acquiert la Steinway Musical Properties, la société mère du fabricant de pianos, Steinway & Sons, en 1995 et change son nom pour Steinway Musical Instruments . La marque Bundy, produite dans le pays, est abandonnée peu de temps après, et remplacée par des instruments à vent d'étude provenant d'Asie et vendus pour les bois sous le nom de Selmer (USA) et les cuivres Bach. En 2000, Steinway acquiert United Musical Instruments ou UMI (propriétaires d'Artley, Armstrong, Elden Benge (en), CG Conn, King Musical Instruments, Scherl & Roth) puis fusionne avec The Selmer Company pour former la société Conn-Selmer en 2003. Certains produits sont abandonnés pour minimiser le chevauchement entre les produits Selmer et les anciens produits UMI. En 2004, Conn-Selmer acquiert la société Leblanc USA, obtenant ainsi leurs droits de distribution exclusifs pour les saxophones Yanagisawa aux États-Unis et au Canada. Conn-Selmer garde Leblanc pour la production de clarinettes mais a mis fin à leur production de cuivres en 2007, arrêtant leur marque Martin Band Instrument Company (en) et transférant la production de la société Holton (en) à Elkhart, Indiana. Conn-Selmer conserve les droits d'importation et de distribution nord-américains des instruments à vent Selmer (Paris) et Yanagisawa précédemment détenus respectivement par H&A Selmer et Leblanc. Conn-Selmer devient le plus grand fabricant d'instruments d'harmonie et d'orchestre aux États-Unis. Ayant maintenant une fabrication extensive en Chine, elle fabrique des instruments dans environ cinq usines depuis 2002. Elle a été fortement impliquée dans l'externalisation de la fabrication de marques autrefois associées à des fabricants américains, notamment Ludwig Drums, Glaesel, Scherl & Roth et Wm. Lewis and Sons a utilisé des instruments à cordes en Chine et des instruments à vent Selmer (USA) provenant de diverses sources asiatiques.
Les employés de l'usine Vincent Bach d'Elkhart, dans l'Indiana, représentés par la section locale 364 des United Auto Workers, ont fait grève le 1er avril 2006 et le 30 juillet 2009, le syndicat est révoqué. Sur 230 travailleurs qui se sont mis en grève, environ 70 sont réintégrés, les travailleurs restants ayant fait l'objet d'un rappel jusqu'au 30 juillet 2010.
En 2006, des appels ont été lancés pour que la Fédération américaine des musiciens boycotte l'ensemble des instruments de la société  Steinway-Conn-Selmer en raison du remplacement permanent des travailleurs syndiqués dans ses installations de fabrication .
Les employés représentés par la section locale 2359 de l'UAW à l'usine de fabrication Eastlake Ohio Conn-Selmer ont appelé à une grève le 26 juillet 2011, après avoir travaillé sans contrat depuis février 2011, et se sont installés avec l'entreprise le 21 octobre 2011.
En 2013, la société d'investissement Paulson & Co. acquiert Steinway Musical Instruments.
Les sites de l'entreprise sont:
- Cleveland, Ohio
- Eastlake, Ohio
- Elkhart, Indiana
- Kenosha, Wisconsin (fermé)
- La Grange, Illinois (fermé)
- Monroe, Caroline du Nord

## Produits

### Produits actuels
- CG Conn ( cors, bugle, cornets, trombones, sousaphones)
- Armstrong (flûtes, piccolos)
- Glaesel ( violons, altos, violoncelles, contrebasses ) (fabriqué en Chine)
- King Musical Instruments (cuivres pour défilés, trombones, barytons, cornets, bugles, trompettes, tubas, sousaphones)
- Leblanc (clarinettes)
- Ludwig ( percussions, timbales, batteries ) (sous-marques fabriquées en Chine)
- Scherl & Roth (violons, altos, violoncelles, contrebasses) (fabriqué en Chine)
- Selmer (USA) ( saxophones, clarinettes, flûtes, hautbois, bassons, trompettes, trombones, barytons, tubas etc. (externalisés)
- Vincent Bach (trompettes, cornets, bugle, trombones)
- Wm. Lewis & Son (violons, altos, violoncelles, contrebasses) (fabriqué en Chine)
- Holton (en) (trombones, cors)

### Produits abandonnés
- Avanti (flûtes)
- Artley (clarinettes, flûtes)
- Benge (trompettes, trompettes piccolo, trombones)
- Buescher (saxophones, trompettes, mellophones. . . )
- CG Conn (trompettes)
- Cleveland (cuivres)
- Emerson (flûtes, piccolos)
- Galway Spirit Flutes (flûtes)
  - Hermann Beyer
  - Otto Bruckner
- King (saxophones)
- Martin (trompettes et trombones)
- Noblet (clarinettes)
- Vito (vent et bois d'étudiants)